# Iva Despić-Simonović
Ivana Despić (născută Simonović, în sârbă Ива Деспић; n. 15 august 1891, Hrastovica, Petrinja⁠(d), cantonul Sisak-Moslavina, Croația – d. 12 iulie 1961) a fost o sculptoriță iugoslavă. Născută în Croația, Despić-Simonović a fost educată la Zagreb, Paris și München. Din 1920 și până la moartea ei a locuit mai ales la Sarajevo, dar a servit, de asemenea, și ca sculptor al curții regale de la Belgrad. A fost primul sculptor din statul modern Bosnia și Herțegovina și singurul din perioada interbelică, dar a căzut în uitare după cel de-al Doilea Război Mondial.

## Educație și familie
Iva Simonović s-a născut la 15 august 1891 în satul Hrastovica de lângă Petrinja (Regatul Croația-Slavonia, Austro-Ungaria). Familia Simonović era bogată. Tatăl ei, care era general în Armata Austro-Ungară, i-a observat talentul și i-a oferit o educație artistică. Ea a fost instruită de sculptorii Robert Frangeš-Mihanović și Rudolf Valdec. Prima ei expoziție, care a fost comună cu cea a colegului ei, Ljubo Babić, a avut loc când ea era încă studentă. Babić era interesat de ea în mod sentimental și a pictat un portret al ei. Iva Simonović și-a continuat educația la Paris și München, specializându-se în gravarea plachetelor și medaliilor, și a avut o expoziție la Paris în 1914.
Iva Despić-Simonović a fost căsătorită de două ori. Prima ei căsătorie, cu Aleksandar Zarevski, a fost anulată. Ea l-a cunoscut apoi pe Aleksandar „Aco” Despić la Zagreb spre sfârșitul Primului Război Mondial, care a fost urmat de formarea Iugoslaviei. Cei doi s-au căsătorit în 1920, iar Iva Despić-Simonović s-a mutat în orașul natal al soțului ei, Sarajevo. Au avut o fiică, Gospava „Cika”, și un fiu, Bato. Socrii ei, familia Despić, erau negustori proeminenți și bogați, iar ea s-a simțit intimidată de atitudinea lor patriarhală. Această senzație se reflectă într-un bust autoportret numit Reținută, care se află acum în Galeria Națională din Bosnia și Herțegovina. Despić-Simonović și-a dorit să aibă un atelier propriu, unde să poată lucra în liniște. În 1931 cererea pentru lucrările sale de artă a crescut atât de mult încât ea și-a permis să-și construiască o casă de vară la Vasin Han, lângă Sarajevo. Mutându-se prea devreme într-o clădire încă rece și umedă, ea a contractat o boală cronică care a chinuit-o ani de zile.

## Carieră
Despić-Simonović a avut două expoziții personale, la Londra și Belgrad în 1927, având parte de recenzii critice favorabile. A participat la expoziții colective la Londra, Belgrad, Barcelona, Zagreb, Ljubljana, Praga, Brno și Bratislava. Succesul ei internațional a făcut-o celebră inclusiv în Iugoslavia, fiind contactată de regele Alexandru. A avut un atelier personal la curtea regală de la Belgrad, unde a realizat sculpturi ale unor personalități ale vremii sale. Despić-Simonović și-a amintit că abilitatea ei a devenit un subiect de discuție la curtea regală atunci când prințul moștenitor Petru, care era atunci un copil mic, a intrat în atelierul ei și a recunoscut că bustul la care lucra îl reprezenta pe generalul Stevan Hadžić. A fost numită sculptor al curții regale, precum și profesor de sculptură al reginei Maria a Iugoslaviei, cu care a devenit deosebit de apropiată.
În timpul șederii sale la Belgrad, Despić-Simonović a realizat sculpturi ale regelui, reginei, generalilor și altor personalități ale vremii, inclusiv a regelui Ferdinand al României și a prințului Kiril al Bulgariei. Alte lucrări cunoscute sunt sculpturile Copii în zăpadă (1923), Prieteni buni (1923) și Bato se joacă (1925), precum și placa Consolare (1927). La începutul carierei sale, Despić-Simonović a fost influențată de idealurile Renașterii timpurii, dar ulterior a adoptat o abordare impresionistă.
Despić-Simonović a fost primul sculptor din statul modern Bosnia și Herțegovina și a rămas singurul pe parcursul perioadei interbelice. În acea vreme femeile bosniace erau în mare parte analfabete și nu participau la viața publică, dar cariera Ivanei Despić-Simonović a înflorit și ea a devenit bine cunoscută în societate. Într-un interviu din 1937, ea s-a plâns de tratamentul femeilor artist, spunând: „Am impresia că artiștii bărbați nu apreciază operele de artă ale femeilor. Este ușor pentru ei... Când copilul unui artist bărbat este bolnav, el continuă să-și facă treaba. Când fiica mea a avut tifos, mie nu mi-a păsat de sculptură.” Despić-Simonović a fost inspirată de maternitate și și-a reprezentat frecvent copiii în operele ei. Ea era deosebit de dornică să realizeze un monument dedicat mamelor, similar cu Monumentul Soldatului Necunoscut, care devenise din ce în ce mai răspândit în toată lumea. Ideea ei nu a fost susținută și ea a pretins că a fost copiată și realizată ulterior în Statele Unite ale Americii.

## Ultimii ani de viață
În timpul celui de-al Doilea Război Mondial, Ivana Despić-Simonović a locuit la moșia ei de lângă Sarajevo. Lipsurile cauzate de război au determinat-o să cumpere o vacă pentru a-și întreține familia. Potrivit fiicei sale, familia a fost nevoită să ascundă vaca de soldați în atelierul ei, iar animalul speriat a deteriorat câteva sculpturi.
Partidul Comunist din Iugoslavia a preluat puterea după război, iar monarhia a fost abolită. În calitate de susținătoare a familiei regale exilate, Ivana Despić-Simonović a fost arestată în iunie 1945 și a fost încarcerată pentru un timp la Sarajevo. S-a păstrat un portret pe care i l-a făcut în acea vreme unui alt deținut, actorul Ante Franjković „Dalmata”. Sculptorița a fost eliberată în curând, dar viața i s-a schimbat. A fost evitată de multă lume și nu a mai avut de lucru, dedicându-și tot mai mult timp picturii și desenului și mai puțin timp sculpturii. Cele mai cunoscute lucrări ale sale realizate după cel de-al Doilea Război Mondial sunt busturile poeților Aleksa Šantić⁠(d), Svetozar Ćorović⁠(d) și Osman Đikić⁠(d), care i-au fost comandate de autoritățile din orașul Mostar.
Ivana Despić-Simonović a murit la 12 iulie 1961 în atelierul ei din Vasin Han. La câțiva ani după moartea ei s-a propus protejarea casei în care a locuit și transformarea ei într-o colonie de artiști, dar aceste planuri nu au fost niciodată puse în aplicare. Casa a fost restaurată în 2005 de noul proprietar și, în acel moment, au fost găsite ascunse în spatele ușilor de la subsol o serie de busturi de ipsos necunoscute anterior.

## Notă explicativă
1. ↑  Uneori este menționată data de 18 aprilie 1890, dar aceasta nu este corectă.[2]